# Greg Lansky

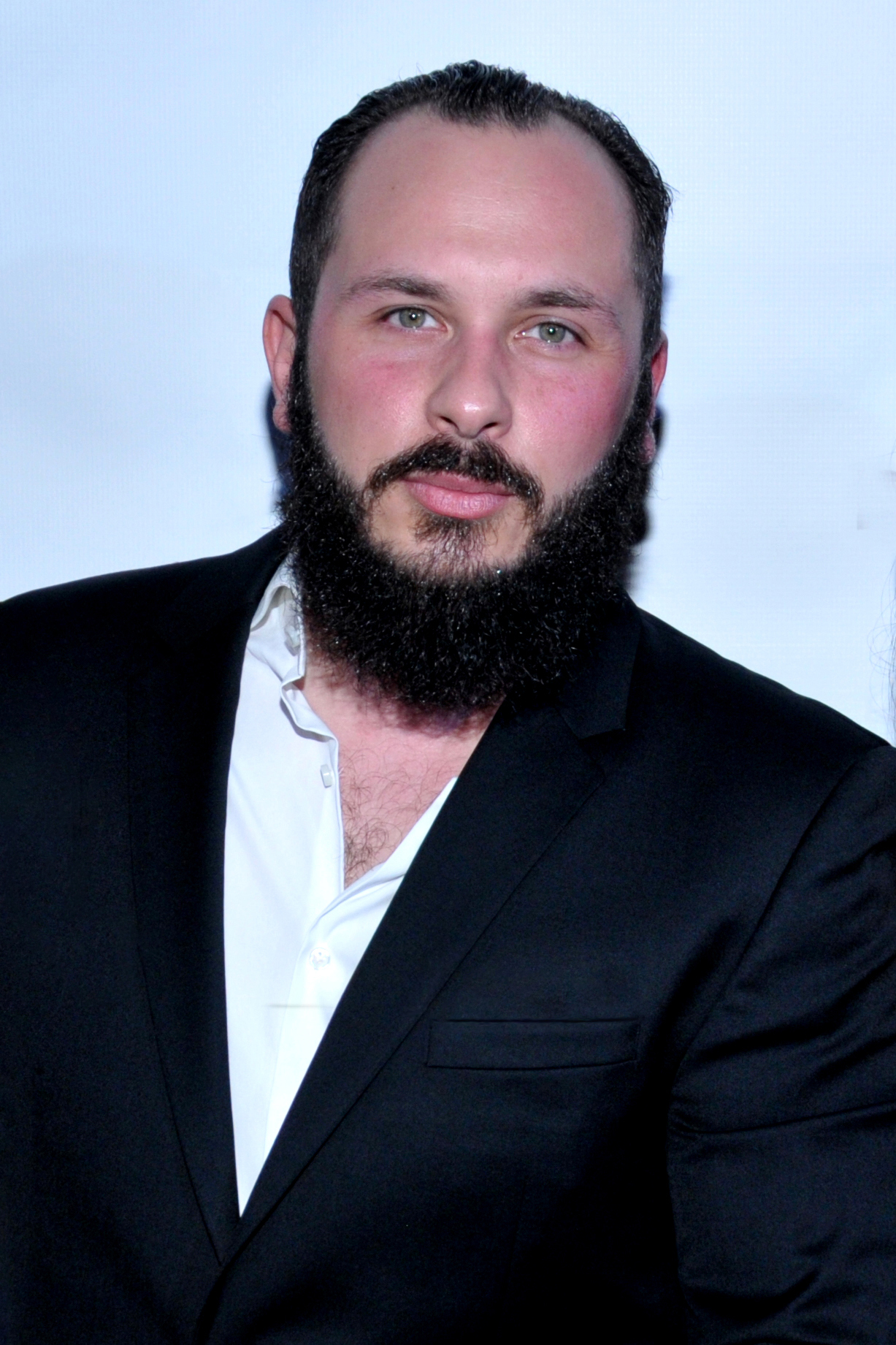
Greg Lansky (2016)

Greg Lansky (* 12. Dezember 1982 in Paris, Frankreich) ist ein französischer Filmregisseur  und Filmproduzent von Pornofilmen.

## Leben
Nach dem Besuch der Highschool  arbeitete Lansky in einer europäischen Produktionsfirma,  startete dann zusammen mit einem  Freund einen spontanen Porno-Dreh in Spanien. Darüber kam er in Kontakt mit Scott Taylor, Inhaber von New Sensations, der ihm die Möglichkeit für eine professionelle Aufnahme bot, Slut Diaries 2006. Im selben Jahr begann er eine  Arbeit bei Reality Kings. Später setzte er die Webseiten blacked.com sowie tushy.com auf, deren Fokus auf Interracial bzw. Analverkehr liegen.
2014 gründete er die Vixen Media Group. Im Januar 2020 verkaufte er seine Anteile.
Greg Lansky ist außerdem Eigentümer des Produktionsstudios „Blacked.com“. Er wird in den Medien als Steven Spielberg des Pornos angesehen.

## Filmografie (Auswahl)

### Regie
- 2006–2008: Fresh Outta High School 1–13
- 2014–2018: My First Interracial
- 2014–2019: Black & White
- 2015–2018: The Art of Anal Sex
- 2015–2019: Anal Beauty
- 2016–2017: First Anal
- 2016–2018: Young & Beautiful
- 2016–2020: Natural Beauties
- 2017–2018: Blacked Raw

### Produktion
- 2012–2014: Big Naturals  23, 25, 32, 33
- 2018–2019: Black & White 13–16
- 2019–2020: Deeper (Serie, 12 Episoden)
- 2019–2020: Blacked (Serie, 6 Episoden)

## Auszeichnungen
- 2016: AVN Award als „Director of the Year“[5]
- 2017: AVN Award als „Director of the Year“[6]
- 2017: AVN Award als „Best Director – Non-Feature“ (für Natural Beauties)[6]
- 2017: XBIZ Award als bester Regisseur der Kategorien Body of work und Non Feature Release
- 2018: XBIZ Award als bester Regisseur der Kategorie Non Feature Release